# Skoki narciarskie na Zimowej Uniwersjadzie 2023
Zawody w skokach narciarskich na Zimowej Uniwersjadzie 2023 odbyły się w dniach 16–20 stycznia 2023 w amerykańskim Lake Placid. Rozegrano pięć konkurencji na skoczni normalnej HS-100.

## Medaliści

### Kobiety
| Data             | Konkurencja                            | Złoto                                | Srebro                                  | Brąz                                |
| ---------------- | -------------------------------------- | ------------------------------------ | --------------------------------------- | ----------------------------------- |
| 16 stycznia 2023 | Konkurs indywidualny na skoczni HS-100 | Nicole Konderla                      | Machiko Kubota                          | Kinga Rajda                         |
| 20 stycznia 2023 | Konkurs drużynowy na skoczni HS-100    | Polska I Kinga Rajda Nicole Konderla | Polska II Paulina Cieślar Anna Twardosz | Japonia I Miki Ikeda Machiko Kubota |

### Mężczyźni
| Data             | Konkurencja                            | Złoto                                             | Srebro                                         | Brąz                                      |
| ---------------- | -------------------------------------- | ------------------------------------------------- | ---------------------------------------------- | ----------------------------------------- |
| 16 stycznia 2023 | Konkurs indywidualny na skoczni HS-100 | Danił Wasiljew                                    | Maximilian Lienher                             | Timon-Pascal Kahofer                      |
| 20 stycznia 2023 | Konkurs drużynowy na skoczni HS-100    | Austria I Timon-Pascal Kahofer Maximilian Lienher | Kazachstan I Siergiej Tkaczenko Danił Wasiljew | Japonia I Sakutarō Kobayashi Ryūsei Ikeda |

### Mikst
| Data             | Konkurencja                        | Złoto                                | Srebro                                | Brąz                               |
| ---------------- | ---------------------------------- | ------------------------------------ | ------------------------------------- | ---------------------------------- |
| 18 stycznia 2023 | Konkurs mieszany na skoczni HS-100 | Polska I Nicole Konderla Adam Niżnik | Japonia I Machiko Kubota Ryūsei Ikeda | Polska II Kinga Rajda Szymon Jojko |

## Wyniki

### Kobiety

#### Konkurs indywidualny (16.01.2023)
| Lok. | Zawodniczka         | Seria 1 | Seria 1 | Seria 2 | Seria 2 | Nota końcowa |
| Lok. | Zawodniczka         | Skok 1  | Nota    | Skok 2  | Nota    | Nota końcowa |
| ---- | ------------------- | ------- | ------- | ------- | ------- | ------------ |
| 1.   | Nicole Konderla     | 90,5 m  | 117,2   | 90,0 m  | 114,4   | 231,6        |
| 2.   | Machiko Kubota      | 88,5 m  | 108,1   | 89,0 m  | 116,7   | 224,8        |
| 3.   | Kinga Rajda         | 86,5 m  | 102,5   | 89,5 m  | 107,2   | 209,7        |
| 4.   | Anna Twardosz       | 85,5 m  | 100,6   | 90,0 m  | 106,3   | 206,9        |
| 5.   | Paulina Cieślar     | 80,5 m  | 95,5    | 85,0 m  | 100,0   | 195,5        |
| 6.   | Cara Larson         | 78,5 m  | 85,6    | 81,5 m  | 92,6    | 178,2        |
| 7.   | Wieronika Szyszkina | 74,0 m  | 76,1    | 72,0 m  | 78,4    | 154,5        |
| 8.   | Miki Ikeda          | 71,0 m  | 69,3    | 72,5 m  | 70,6    | 139,9        |
| 9.   | Fū Shigeta          | 67,0 m  | 64,8    | 72,5 m  | 69,7    | 134,5        |
| 10.  | Mizuki Satō         | 70,0 m  | 67,3    | 71,0 m  | 64,2    | 131,5        |
| 11.  | Anna Zigman         | 56,5 m  | 35,5    | 60,5 m  | 40,7    | 76,2         |

#### Konkurs drużynowy (20.01.2023)
| Lok. | Reprezentacja     | Skład           | Seria 1 | Seria 1 | Seria 2 | Seria 2 | Nota  | Nota zespołu |
| Lok. | Reprezentacja     | Skład           | Skok 1  | Nota    | Skok 2  | Nota    | Nota  | Nota zespołu |
| ---- | ----------------- | --------------- | ------- | ------- | ------- | ------- | ----- | ------------ |
| 1.   | Polska I          | Kinga Rajda     | 87,0 m  | 98,6    | 88,0 m  | 103,8   | 202,4 | 397,9        |
| 1.   | Polska I          | Nicole Konderla | 85,5 m  | 97,3    | 86,0 m  | 98,2    | 195,5 | 397,9        |
| 2.   | Polska II         | Paulina Cieślar | 84,5 m  | 95,9    | 80,0 m  | 85,7    | 181,6 | 357,0        |
| 2.   | Polska II         | Anna Twardosz   | 80,0 m  | 88,0    | 81,5 m  | 87,4    | 175,4 | 357,0        |
| 3.   | Japonia I         | Miki Ikeda      | 70,0 m  | 63,0    | 72,0 m  | 65,1    | 128,1 | 327,4        |
| 3.   | Japonia I         | Machiko Kubota  | 84,5 m  | 97,5    | 87,0 m  | 101,8   | 199,3 | 327,4        |
| 4.   | Japonia II        | Fū Shigeta      | 69,0 m  | 58,6    | 75,5 m  | 70,1    | 128,7 | 263,7        |
| 4.   | Japonia II        | Mizuki Satō     | 71,0 m  | 64,0    | 75,0 m  | 71,0    | 135,0 | 263,7        |
| 5.   | Stany Zjednoczone | Cara Larson     | 77,0 m  | 75,1    | 81,0 m  | 83,2    | 158,3 | 217,2        |
| 5.   | Stany Zjednoczone | Anna Zigman     | 53,5 m  | 26,5    | 58,0 m  | 32,4    | 58,9  | 217,2        |

### Mężczyźni

#### Konkurs indywidualny (16.01.2023)
| Lok. | Zawodnik              | Seria 1 | Seria 1 | Seria 2 | Seria 2 | Nota końcowa |
| Lok. | Zawodnik              | Skok 1  | Nota    | Skok 2  | Nota    | Nota końcowa |
| ---- | --------------------- | ------- | ------- | ------- | ------- | ------------ |
| 1.   | Danił Wasiljew        | 93,5 m  | 127,2   | 97,5 m  | 130,1   | 257,3        |
| 2.   | Maximilian Lienher    | 91,0 m  | 119,0   | 97,5 m  | 132,4   | 251,4        |
| 3.   | Timon-Pascal Kahofer  | 91,0 m  | 122,6   | 92,5 m  | 126,2   | 248,8        |
| 4.   | Adam Niżnik           | 90,0 m  | 118,2   | 92,5 m  | 119,4   | 237,6        |
| 5.   | Mika Schwann          | 90,0 m  | 118,5   | 92,5 m  | 118,9   | 237,4        |
| 6.   | Ryūsei Ikeda          | 88,0 m  | 114,7   | 91,0 m  | 119,2   | 233,9        |
| 7.   | Siergiej Tkaczenko    | 86,0 m  | 108,6   | 91,0 m  | 112,3   | 220,9        |
| 8.   | Szymon Jojko          | 86,0 m  | 104,6   | 92,5 m  | 115,0   | 219,6        |
| 9.   | Nikita Diewiatkin     | 88,0 m  | 112,6   | 85,5 m  | 103,6   | 216,2        |
| 10.  | Szymon Zapotoczny     | 84,0 m  | 109,8   | 85,5 m  | 101,6   | 211,4        |
| 11.  | Keita Miyazaki        | 83,5 m  | 100,2   | 90,5 m  | 109,0   | 209,2        |
| 12.  | František Holík       | 81,0 m  | 102,7   | 85,5 m  | 97,9    | 200,6        |
| 13.  | Michael Hofer-Zauner  | 81,5 m  | 96,9    | 85,0 m  | 100,1   | 197,0        |
| 14.  | Kanchi Yamane         | 81,0 m  | 98,3    | 85,5 m  | 97,0    | 195,3        |
| 15.  | Børge Hansen Utby     | 82,0 m  | 97,5    | 83,0 m  | 94,6    | 192,1        |
| 16.  | Keisuke Takahashi     | 80,5 m  | 93,9    | 82,0 m  | 93,3    | 187,2        |
| 17.  | Leonard Taubert       | 76,5 m  | 88,9    | 82,0 m  | 96,2    | 185,1        |
| 18.  | Mateusz Gruszka       | 79,0 m  | 92,0    | 81,5 m  | 90,5    | 182,5        |
| 19.  | Karol Niemczyk        | 72,0 m  | 76,9    | 78,0 m  | 91,7    | 168,6        |
| 20.  | Swiatosław Nazarienko | 70,5 m  | 72,9    | 74,5 m  | 74,4    | 147,3        |
| 21.  | Magżan Amangieldyuły  | 72,5 m  | 77,4    | 68,0 m  | 67,1    | 144,5        |
| 22.  | Logan Gundry          | 63,5 m  | 58,9    | 64,5 m  | 52,4    | 111,3        |

#### Konkurs drużynowy (20.01.2023)
| Lok. | Reprezentacja | Skład                 | Seria 1 | Seria 1 | Seria 2 | Seria 2 | Nota  | Nota zespołu |
| Lok. | Reprezentacja | Skład                 | Skok 1  | Nota    | Skok 2  | Nota    | Nota  | Nota zespołu |
| ---- | ------------- | --------------------- | ------- | ------- | ------- | ------- | ----- | ------------ |
| 1.   | Austria I     | Timon-Pascal Kahofer  | 91,0 m  | 114,7   | 86,0 m  | 114,0   | 228,7 | 470,5        |
| 1.   | Austria I     | Maximilian Lienher    | 92,5 m  | 117,9   | 96,5 m  | 123,9   | 241,8 | 470,5        |
| 2.   | Kazachstan I  | Siergiej Tkaczenko    | 90,0 m  | 113,4   | 91,0 m  | 111,2   | 224,6 | 470,3        |
| 2.   | Kazachstan I  | Danił Wasiljew        | 96,0 m  | 124,6   | 92,5 m  | 121,1   | 245,7 | 470,3        |
| 3.   | Japonia I     | Sakutarō Kobayashi    | 91,0 m  | 111,5   | 98,5 m  | 124,3   | 235,8 | 452,9        |
| 3.   | Japonia I     | Ryūsei Ikeda          | 88,5 m  | 109,4   | 88,5 m  | 107,7   | 217,1 | 452,9        |
| 4.   | Polska I      | Szymon Jojko          | 89,0 m  | 107,9   | 89,0 m  | 107,4   | 215,3 | 441,5        |
| 4.   | Polska I      | Adam Niżnik           | 88,0 m  | 112,8   | 91,0 m  | 113,4   | 226,2 | 441,5        |
| 5.   | Japonia II    | Kanchi Yamane         | 82,0 m  | 93,7    | 88,0 m  | 106,5   | 200,2 | 412,8        |
| 5.   | Japonia II    | Keita Miyazaki        | 89,0 m  | 109,9   | 87,5 m  | 102,7   | 212,6 | 412,8        |
| 6.   | Austria II    | Michael Hofer-Zauner  | 82,0 m  | 94,6    | 81,5 m  | 91,2    | 185,8 | 406,1        |
| 6.   | Austria II    | Mika Schwann          | 88,5 m  | 112,3   | 89,5 m  | 108,0   | 220,3 | 406,1        |
| 7.   | Kazachstan II | Swiatosław Nazarienko | 84,0 m  | 96,7    | 85,0 m  | 92,2    | 188,9 | 381,7        |
| 7.   | Kazachstan II | Nikita Diewiatkin     | 85,0 m  | 98,5    | 84,5 m  | 94,3    | 192,8 | 381,7        |
| 8.   | Norwegia      | Leonard Taubert       | 80,0 m  | 90,9    | 79,5 m  | 80,5    | 171,4 | 357,6        |
| 8.   | Norwegia      | Børge Hansen Utby     | 83,0 m  | 94,9    | 80,5 m  | 91,3    | 186,2 | 357,6        |
| 9.   | Polska II     | Mateusz Gruszka       | 81,0 m  | 89,5    | NQ      | NQ      | 89,5  | 183,5        |
| 9.   | Polska II     | Szymon Zapotoczny     | 80,5 m  | 94,0    | NQ      | NQ      | 94,0  | 183,5        |

### Mikst (18.01.2023)
| Lok. | Reprezentacja     | Skład               | Seria 1 | Seria 1 | Seria 2 | Seria 2 | Nota  | Nota zespołu |
| Lok. | Reprezentacja     | Skład               | Skok 1  | Nota    | Skok 2  | Nota    | Nota  | Nota zespołu |
| ---- | ----------------- | ------------------- | ------- | ------- | ------- | ------- | ----- | ------------ |
| 1.   | Polska I          | Nicole Konderla     | 89,0 m  | 97,6    | 89,0 m  | 101,1   | 198,7 | 421,3        |
| 1.   | Polska I          | Adam Niżnik         | 91,5 m  | 111,4   | 91,0 m  | 111,2   | 222,6 | 421,3        |
| 2.   | Japonia I         | Machiko Kubota      | 84,0 m  | 96,6    | 86,0 m  | 91,8    | 188,4 | 405,0        |
| 2.   | Japonia I         | Ryūsei Ikeda        | 91,0 m  | 108,9   | 89,0 m  | 107,7   | 216,6 | 405,0        |
| 3.   | Polska II         | Kinga Rajda         | 82,5 m  | 97,3    | 85,5 m  | 91,9    | 189,2 | 369,6        |
| 3.   | Polska II         | Szymon Jojko        | 80,5 m  | 88,7    | 83,0 m  | 91,7    | 180,4 | 369,6        |
| 4.   | Kazachstan        | Wieronika Szyszkina | 66,5 m  | 56,1    | 67,0 m  | 58,3    | 114,4 | 337,8        |
| 4.   | Kazachstan        | Danił Wasiljew      | 93,0 m  | 115,1   | 91,0 m  | 108,3   | 223,4 | 337,8        |
| 5.   | Japonia II        | Miki Ikeda          | 67,5 m  | 60,7    | 74,5 m  | 67,3    | 128,0 | 330,4        |
| 5.   | Japonia II        | Keita Miyazaki      | 87,0 m  | 100,9   | 88,5 m  | 101,5   | 202,4 | 330,4        |
| 6.   | Stany Zjednoczone | Cara Larson         | 71,0 m  | 63,6    | 74,5 m  | 78,0    | 141,6 | 236,4        |
| 6.   | Stany Zjednoczone | Logan Gundry        | 64,0 m  | 44,7    | 66,5 m  | 50,1    | 94,8  | 236,4        |

## Klasyfikacja medalowa
| Miejsce | Reprezentacja | Złoto | Srebro | Brąz | Razem |
| ------- | ------------- | ----- | ------ | ---- | ----- |
| 1       | Polska        | 3     | 1      | 2    | 6     |
| 2       | Austria       | 1     | 1      | 1    | 3     |
| 3       | Kazachstan    | 1     | 1      | 0    | 2     |
| 4       | Japonia       | 0     | 2      | 2    | 4     |
| Razem   | Razem         | 5     | 5      | 5    | 15    |